# Pregnantie
Pregnantie ("beladenheid") is een stijlfiguur uit vooral de spreektaal, waarbij er met weinig woorden veel gezegd wordt. Pregnantie is afgeleid van (Latijn) praegnans: zwanger, hier figuurlijk: beladen.
Bij pregnantie is er sprake van een ondubbelzinnige toespeling: de toehoorder begrijpt, ondanks diens beknoptheid, meteen wat de spreker bedoelt wanneer deze zich 'pregnant uitlaat' (kernachtig). Zoals uit onderstaande voorbeelden blijkt gaat het bij pregnantie meestal om vaste uitdrukkingen (idioom), die dikwijls beladen, vaak uit de taboesfeer afkomstige onderwerpen betreffen, zaken waar iedereen (in)direct wel mee te maken heeft. Vaak bestaat een pregnante, idiomatische uitdrukking uit een heel werkwoord zonder complement (bijbehorende woorden).
Voor zover de hieronder gegeven voorbeelden de taboesfeer betreffen, kunnen ze worden beschouwd als afgesleten eufemismen. Door veelvuldig gebruik hebben deze voormalige eufemismen hun beoogd verhullend karakter verloren en zijn ze in hun tegendeel verkeerd.

## Voorbeelden
- De bladen: roddelbladen
- Blazen: een alcoholblaastest ondergaan
- Het doen: de liefde bedrijven
- Drinken: (overmatig) alcohol drinken
- Nu gaan we fietsen: de versnelling tijdens bijvoorbeeld een  Touretappe
- Gebruiken: drugs of alcohol consumeren
- Iemand gebruiken: zijn seksueel gerief bij iemand halen
- Een ijzer: een pistool (boeventaal)
- Een kind halen: een kind via een keizersnede uit de moederbuik verlossen
- Nodig moeten: dringend naar het toilet moeten
- Onder invloed zijn: onder invloed verkeren van alcohol in het lichaam
- De oorlog: hiermee wordt - vooral door ouderen - in het bijzonder de Tweede Wereldoorlog bedoeld
- Praten: een bekentenis afleggen, over een misdaad praten
- De prins: prins-gemaal: achtereenvolgens prins Hendrik, prins Bernard, prins Claus
- Scheiden: een huwelijk door de rechter laten ontbinden (echtscheiding)
- Slapen: sterven (boeventaal)
- Vloeien: menstrueren
- Een voetballende voetballer: speler die zich met inzicht en techniek uit moeilijke spelsituaties weet te redden
- Wanneer ben je uitgeteld/uitgerekend?: gevraagd aan een zwangere vrouw, wanneer wordt de geboorte verwacht?
- Zitten: een gevangenisstraf uitzitten
- Zo zijn: homoseksueel zijn